# Квазігроші
Квазігроші (англ. quasi-money) — «грошові кошти в
безготівковій формі, що знаходяться на строкових депозитах і ощадних банківських рахунках, а також високоліквідні фінансові інструменти, що обертаються на ринку». У сучасних умовах «квазігроші» – головний компонент грошової маси.